# Pan de bois
Pour les articles homonymes, voir Pan (homonymie).

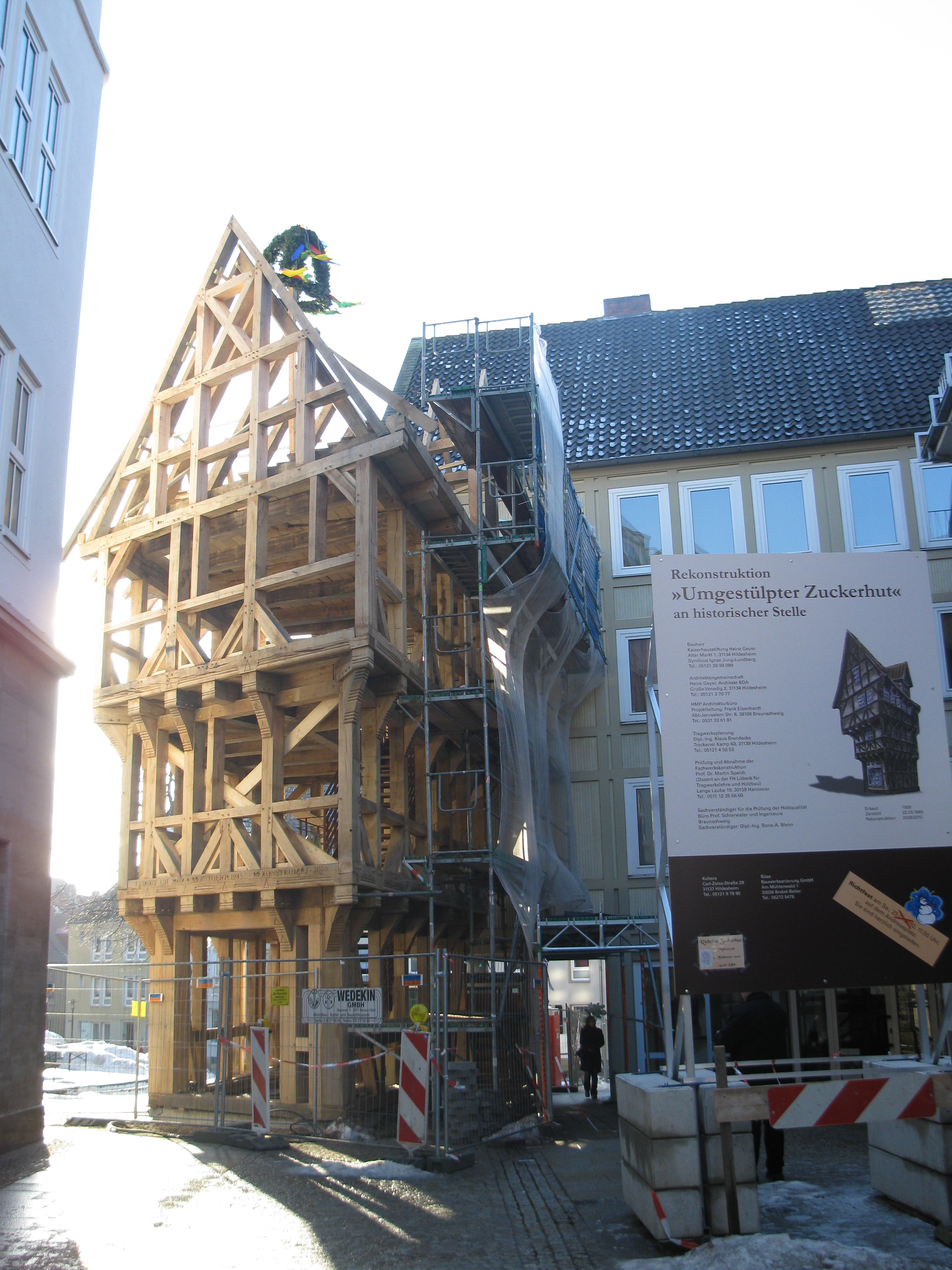
Reconstruction en 2010 de la maison à colombages dite le « Pain de Sucre renversé de Hildesheim », Hildesheim, Allemagne, 1510.

Le pan de bois désigne une technique constructive et le type de bâtiment qui en résulte, faisant partie de la famille des constructions à ossature, composés de sablières hautes et basses pour la charpente, ainsi que de poteaux de décharges et de tournisses pour les murs. Le pan de bois en façade peut être apparent ou bien caché par un bardage, un clayonnage… tandis que l’ossature du toit est évidemment toujours protégée des intempéries et donc masquée par une couverture.
Les pans de bois intégraient des colombages, colombes et colombelles, d’où la désignation aujourd’hui plus courante de maison à colombages. L’exactitude lexicale et, surtout, historique, amène à préciser que l’appellation actuelle « maison à colombages » se disait bien autrefois « maison à pan de bois ».

## Usage
Ce moyen avait l'avantage de permettre des superpositions d'étages en encorbellement, afin de laisser un passage assez large sur la voie publique et de gagner de la place dans les étages supérieurs. Selon Eugène Viollet-le-Duc, le pan de bois était « économique et sain, car, à épaisseur égale, un pan de bois garantit mieux les habitants d'une maison des variations de la température extérieure qu'un mur de brique ou de pierre. »

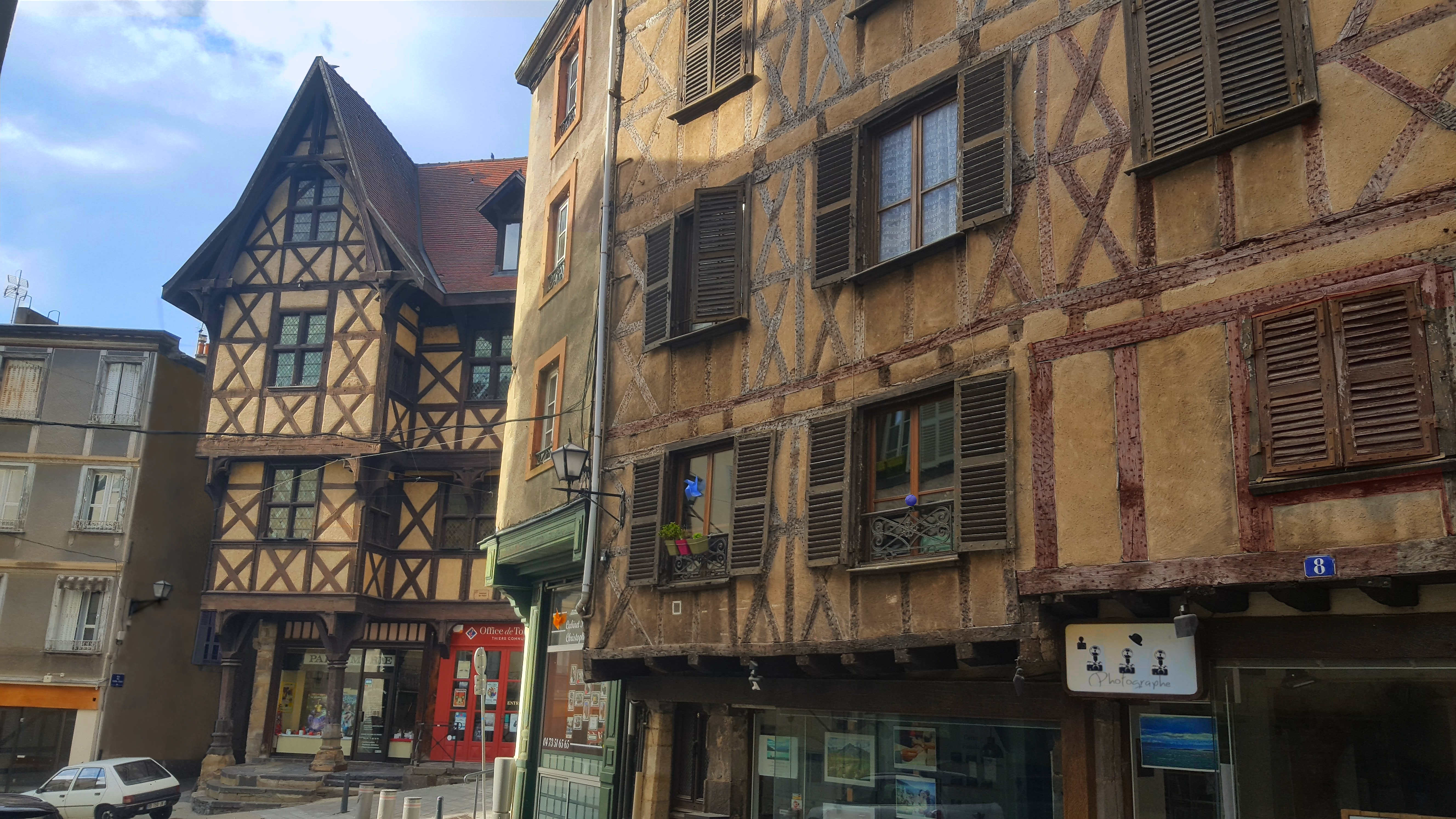
Le château du Pirou et des maisons à pan de bois à Thiers en Auvergne.

## Histoire
La construction à pan de bois est une des techniques prédominantes de construction depuis Rome (Opus craticium) jusqu'au XIXe siècle période où en France et ailleurs, elle est interdite sur la voie publique dans les grandes villes afin d'éviter la communication du feu d'un côté d'une rue à l'autre. Pour la même raison, il n'est pas permis d'élever des murs mitoyens en pans de bois. Les plus anciens exemples de pan de bois du Moyen Âge, datés par dendrochronologie dateraient du XIIe, en Allemagne, en Angleterre et en France à Tourcoing.
La pierre prépondérante aux XIIe et XIIIe siècles est remplacée par du pan de bois de qualité aux XIVe et XVe siècles.
En France, la Normandie est l'une des régions qui compte le plus de maisons à pans de bois. Le territoire manquait en effet de matériaux solides, les hommes se sont donc procurés des matériaux disponibles et peu coûteux : la terre et le bois. La ville de Rouen en conserve près de 2 000, certaines datant même du XIVe siècle, dont un millier ont déjà été restaurées, faisant de cette ville le plus riche témoignage de l’architecture à pans de bois en France. 
L'Alsace, la Bretagne et le pays basque conservent également de nombreuses bâtisses. Ainsi, les centres-villes de Strasbourg, Colmar, Rennes, Dinan, ou Bayonne, entre autres, ont de nombreuses maisons à colombages.
Dès le XVIe siècle, des ordonnances royales ou municipales interdisant la construction de maisons à pans de bois en raison des risques de communication du feu, et incitent les constructions de pierre ou tout au moins de moellon enduit. Cette réglementation est plus ou moins appliquée mais l'évolution de la mode fait que les propriétaires plâtrent leurs façades afin de leur donner un aspect plus luxueux et moderne. La couverture de cet enduit ne tarde guère à échauffer les bois et à les pourrir. Au début du XIXe siècle, si les façades sur rue sont en pierre, les cloisons, les murs sur cour et les étages supérieurs sont souvent encore construits à pans de bois, tant la légèreté et le bas prix du matériau offre d'avantages.
De nombreuses maisons à colombage subsistent un peu partout en Europe et des plans de restauration sont mis en œuvre afin de conserver ce type d’habitat considéré comme un patrimoine architectural.

## Composition

### Vocabulaire
- A : sablière - Pièces couchées horizontalement à chaque étage, et haut et bas d'un pan de bois, dans lesquelles sont assemblés les poteaux, décharges et tournisses - On donne le nom de sablière haute à celle du haut de chaque étage, et sablière basse à celle qui porte sur les parpaings[5].
- B : Poteau ou pied cornier - Poteau qui forme le côté d'un pan de bois ou l'encoignure de deux pans de bois, dans lequel sont assemblées les sablières de chaque étage[5].
- C : Poteau d'huisserie - Poteaux qui avec le linteau assemblés, forment la baie d'une porte[5].
- D : Linteau - Pièce de bois posée sur les jambages d'une porte ou d'une fenêtre pour en former la fermeture, ou assemblée dans deux poteaux pour le même usage[5].
- E : Potelets - Petit poteau dans les pans de bois et cloisons, avec lesquels on garnit le dessous des appuis de croisée et le dessus des linteaux de porte[5].
- F : Décharge - Pièce de bois posée obliquement dans un pan de bois ou dans une cloison[5].
- G : Tournisse - Petits poteaux de remplissage coupés obliquement d'un bout, et qui, dans un pan de bois ou une cloison, sont posés au-dessous et au-dessus des décharges[5].
- H : Croix de saint André - Deux pièces de bois assemblées à entaille l'une dans l'autre[5].
- I : Sablière chambrée - Sablière basse de chaque étage, d'un pan de bois ou cloison, au-dessous de laquelle sont les abouts des solives[5].
- K : Décharge - Pièce de bois posée obliquement dans un pan de bois ou dans une cloison[5].
- L : Renfort.

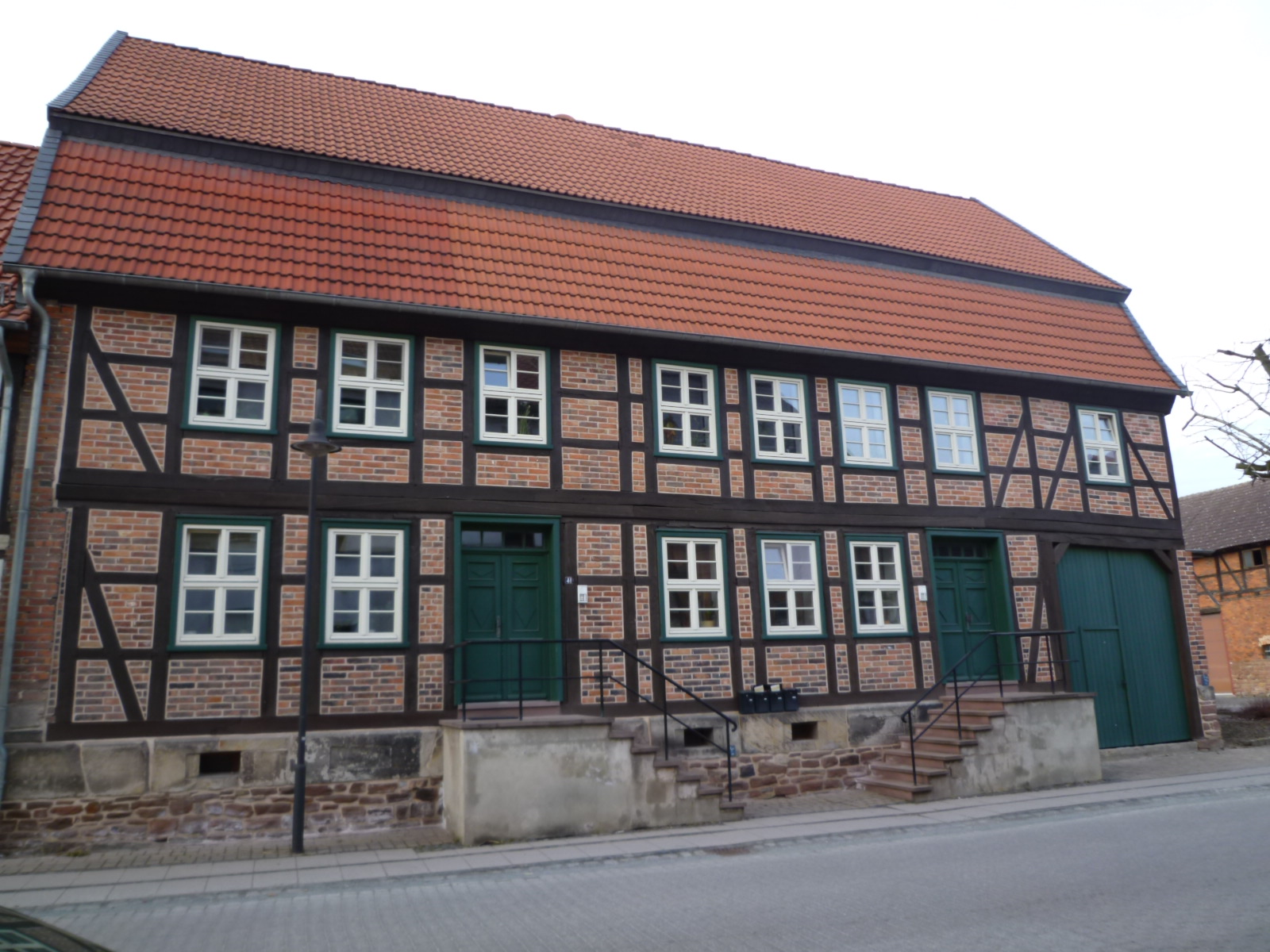
Maison à pan de bois, Calvörde.

Le pan de bois repose ordinairement sur un mur en maçonnerie qui a pour but de séparer la construction du sol et de la préserver des effets destructeurs de l'humidité. Sur le mur repose une pièce de bois placée horizontalement qui se nomme sablière et qui forme la base de la construction. C'est dans cette pièce que toutes les autres pièces de la charpente viennent s'assembler. Les pièces d'angle nommées poteaux corniers s'assemblent à tenon et mortaise dans la sablière. Ces pièces doivent avoir toute la hauteur du bâtiment. La séparation du rez-de-chaussée et du premier étage se fait au moyen d'une pièce horizontale nommée également sablière et qui s'assemble dans les poteaux corniers à tenon et mortaise avec embrèvement. 
Entre les deux sablières s'élèvent des pièces verticales parallèles aux poteaux corniers et que l'on nomme poteaux d'huisserie. Ces pièces peuvent s'élever de toute la hauteur du bâtiment, mais le plus souvent elles s'arrêtent à l'étage et s'assemblent à tenon et mortaise dans les deux sablières. Les poteaux d'huisserie forment l'ouverture des portes et des fenêtres : on les réunit par des linteaux qui servent à former l'encadrement des portes ou des fenêtres. Les poteaux corniers, les sablières et les poteaux d'huisserie forment comme sur le dessin ci-joint des quadrilatères. Ces derniers sont divisés diagonalement par une pièce oblique nommée décharge, et qui décompose la figure en deux triangles. De cette manière, un effort latéral ne peut déformer l'ensemble de l'ouvrage. La réunion de ces pièces constitue la charpente d'un pan de bois. Les poutres délimitent des compartiments appelés carreaux. Les vides sont remplis au moyen de terre glaise ou de mortier dans lequel on ajoute souvent de la paille hachée. 
Le tout est maintenu par des lattes clouées sur les pièces de la charpente. Mais comme ces pièces sont ordinairement trop éloignées pour la longueur des lattes, il convient de diminuer la distance au moyen de pièces d'une moindre dimension nommées tournisses. Les tournisses sont assemblées à tenon et mortaise dans les sablières et sont simplement embrevées dans les décharges. Quelquefois, on place deux décharges en croix l'une sur l'autre, et l'on forme des croix de saint André, ce qui ajoute de la solidité à l'ensemble. Quelquefois aussi, on  ajoute au-dessus de la sablière qui supporte les gîtes d'un étage, une seconde sablière connue sous le nom de sablière de chambrée.
Lorsqu'on fait correspondre un plein sur un vide comme dans l'établissement d'une vitrine de boutique, le linteau prend le nom de poitrail. S'il arrive que ce poitrail ait une forte charge à supporter, il convient de pratiquer pour diminuer la poussée vers le centre, les décharges K et un renfort L. on en fait autant aux sablières des étages supérieurs afin de repousser la charge autant que possible vers les points d'appui de la poutre. Les pièces qui remplissent les vides entre les linteaux et la sablière sont de petites pièces analogues aux tournisses et que l'on nomme potelets.
Les sections des diverses pièces d'un pan de bois élevé de quatre à cinq étages sont dans les parties inférieures de 21 à 32 centimètres pour les poteaux corniers, de 19 à 32 centimètres pour les sablières, de 18 à 21 centimètres pour les décharges, les croix de Saint André et les poteaux d'huisserie, enfin de 16 à 18 centimètres pour les tournisses et les potelets.
Les types d'assemblages peuvent varier selon les régions et les époques, et diverses influences se croiser dans un même bâtiment. Par exemple, une toiture à croupe droite, très commune en Angleterre à la fin du Moyen Âge, est rare en France, même si quelques cas peuvent s'observer en Normandie.
| Française             | allemande                                             | anglaise                           |
| --------------------- | ----------------------------------------------------- | ---------------------------------- |
| Poteau                | Pfosten, ständer, stiel, säule.                       | Post, stud                         |
| Poteau de remplissage | Zwischen-, wand-, -ständer, -stiel, -pfosten, -saüle. | Stud                               |
| Poteau cornier        | Eckfposten, -ständer, -stiel.                         | Corner post                        |
| Sablière basse        | Fuss-, Grundschwelle.                                 | Ground plate, sill plate, sleeper. |
| Sablière haute        | Rähm, rahmholz, wandpfette.                           | Wall plate, head plate.            |

### Encorbellement

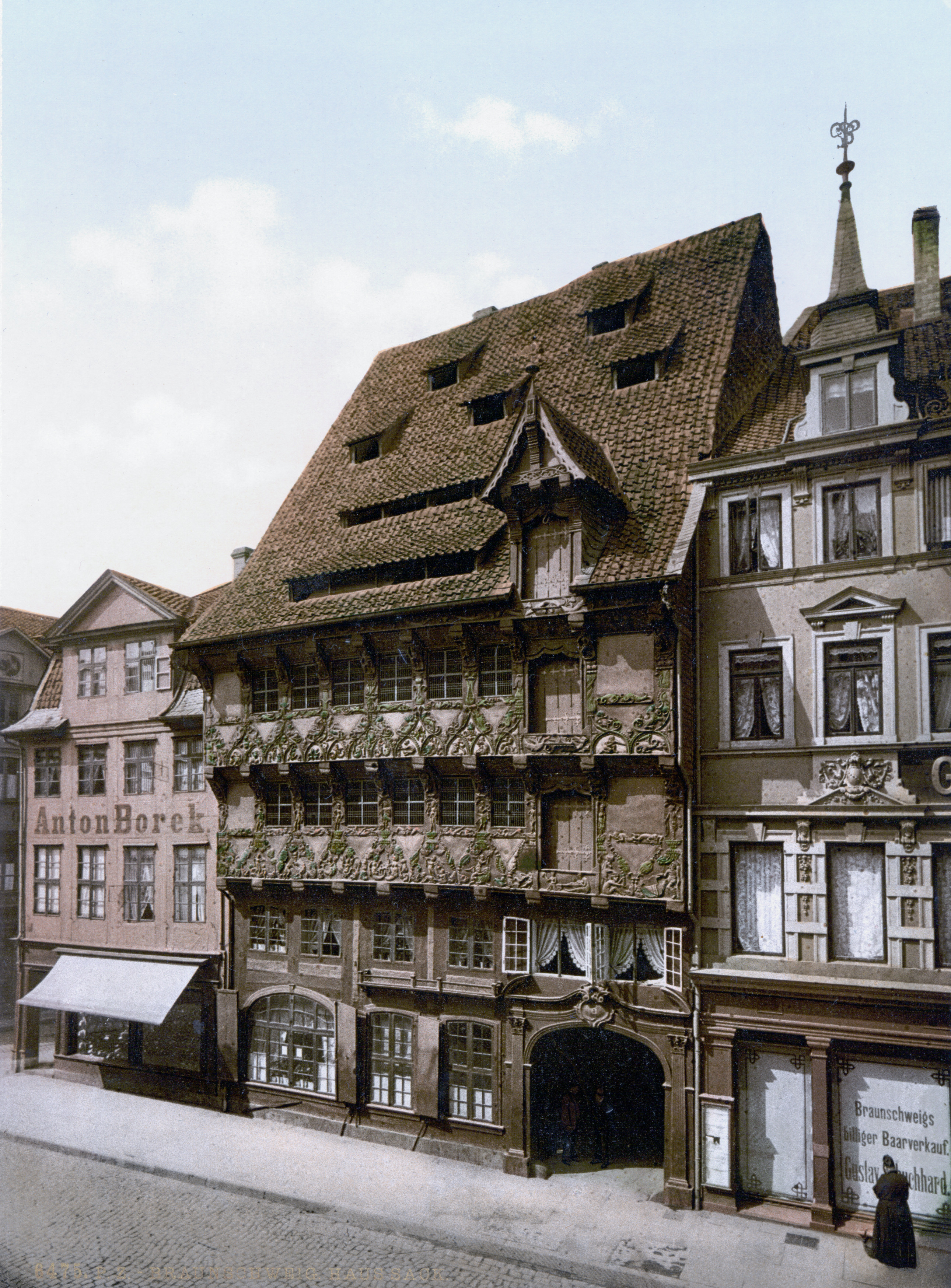
Huneborstelsche Haus, 1524, Brunswick, Allemagne

### Assemblages
Les assemblages des pans de bois se font généralement à tenon et mortaise, la traverse qui passe en diagonale est aussi assemblée à tenon et mortaise, les montants croisant la poutre en diagonale peuvent être assemblés à tenon et embrèvement ou à embrèvement simple.

### Remplissage
Le remplissage est généralement fait de torchis (mortier fait d'argile, de chaux grasse, de paille ou de foin coupé), matière isolante et imperméable. La brique crue (tuileau) a aussi été utilisée, de même que des petits moellons moins coûteux, noyés dans du ciment. On passe ensuite un badigeon de chaux blanche ou un crépi. Pour protéger le torchis de la pluie, le mur le plus exposé est parfois couvert par des essentes de bois. Il est possible, au vu des nombreuses traces retrouvées au cours des chantiers et des rares textes existants, d'affirmer que la grande majorité des maisons de la fin du Moyen Âge et de la Renaissance sont peintes en rouge sombre (badigeon teinté d'un ocre brun-rouge, moins fréquemment d'un ocre beige, jaune voire de noir en Alsace). Ces maisons sont fréquemment ravivées à l'approche des fêtes de village. Les propriétaires les plus riches ajoutent parfois de la polychromie, du décor au niveau des panneaux et de la sculpture. L'examen des bois montre l'utilisation générale d'une teinte rouge, de l'ocre rouge jusqu'au lie de vin. 
Fin XVIIIe siècle, on appelle hourdis ou hourdage, « la maçonnerie qui se fait avec plâtras et plâtre ou mortier en remplissage des poteaux de pan de bois, de cloisons, et entre les solives des planchers, ainsi que celle qui se fait avec des petits garnis (des petits moellons) ou avec du plâtre pur entre les ais ou tringles des cloisons à claire-voie». Le terrasseur est l'ouvrier qui hourde les cloisons, les pans de bois et les planchers en terre, dans les pays où la pierre et la chaux sont rares. Par " remplissage ", on entend les entrevous que l'on maçonne entre les poteaux d'un pan de bois, les solives d'un plancher, ce qui se fait avec des plâtras hourdés en plâtre. Un badigeon, c'est-à-dire de la chaux éteinte, issue du calcaire régional, qui va former une peinture. À cette dernière peuvent être rajoutées des recoupes de pierres argileuses et ferreuses écrasées passées au tamis et délayées dans de l'eau permettant de donner la couleur des oxydes ferreux contenus dans la pierre aux enduits de plâtre à l'extérieur des maisons. À cette même époque, deux tendances se dégagent : l'affirmation de la structure avec des bois peints en gris et des plâtres blancs ou au contraire la négation de cette structure pour imiter une maison de pierre en dissimulant le bois et le remplissage par une peinture beige uni.
À l'intérieur, les faces du pan de bois que l'on nomme aussi cloison, sont lattées pour recevoir du plâtre.
Le savoir-faire du remplissage en pan de bois est reconnu en France par son inscription à l'Inventaire du patrimoine culturel immatériel.